# Working Group on Internet Governance
Die Working Group on Internet Governance (WGIG) war eine internationale Expertengruppe zur Erläuterung der Sachfragen des Themas Internet Governance. Die WGIG bestand aus 40 Experten von Regierungen, der Privatwirtschaft und der Zivilgesellschaft, die gleichberechtigt unter der Leitung von Nitin Desai (Sonderberater des UNO-Generalsekretärs zum WSIS) zusammenarbeiteten. Sie wurde 2004 auf Empfehlung des Weltgipfels für die Informationsgesellschaft, der zuerst im Dezember 2003 in Genf tagte, durch den Generalsekretär der Vereinten Nationen, Kofi Annan ins Leben gerufen und mit drei Aufgaben betreut, die in Empfehlungen an die Entscheidungsträger des Weltgipfels in Tunis 2005 münden sollten:
- 1. Erarbeitung einer Definition (englisch: „working definition“) von „Internet Governance“;
- 2. Erläuterung der verschiedenen Sachfragen von öffentlichem Interesse (englisch: „public policy issues“) mit Bezug zur Internet Governance, um die Problemlösung entsprechend fokussieren zu können
- 3. Entwicklung eines gemeinsamen Verständnisses über die unterschiedlichen Rollen und Verantwortungsbereiche der Regierungen, der existierenden internationalen Organisationen und Foren, sowie der Privatwirtschaft und der Zivilgesellschaft, sowohl in Entwicklungsländern als auch in Industrieländern.

## Arbeit und Bericht
Die WGIG hielt vier Arbeitsgruppentreffen in Genf ab: 23.–25. November 2004; 14.–18. Februar 2005; 18.–20. April 2005; und 14.–17. Juni 2005. Sie lieferte im Juli 2005 ihren Bericht ab, der im Wesentlichen die Ergebnisse der drei Aufgabenstellungen darstellt.

### Definition von Internet Governance
Als Definition wurde folgende Begriffsdefinition von „Internet Governance“ erarbeitet:
„Internet Governance ist die Entwicklung und Anwendung durch Regierungen, den Privatsektor und die Zivilgesellschaft, in ihren jeweiligen Rollen, von gemeinsamen Prinzipien, Normen, Regeln, Vorgehensweisen zur Entscheidungsfindung und Programmen, die die Weiterentwicklung und die Nutzung des Internets beeinflussen.“

### Sachfragen
Dem Mandat entsprechend beschäftigte sich die WGIG mit einer Reihe von Sachfragen:
- Verwaltung des „Root Zone Files“ und des „Root Zone Systems“
- Kosten für die Verbindungsleitungen („Interconnection“)
- Stabilität des Internets, Sicherheit und Kriminalität im Netz (Cybercrime)
- Spam
- Sinnvolle Beteiligung an der Entwicklung weltweiter Regelungen
- Schaffung von Kapazitäten („capacity building“)
- Zuteilung von Domain-Namen
- IP Adressierung
- Urheberrechtsschutz (IPR)
- Meinungsfreiheit
- Datenschutz und Schutz der Privatsphäre
- Rechte der Verbraucher
- Mehrsprachenfähigkeit
- Weitere Themen

Die WGIG identifizierte eine Anzahl weiterer wichtiger Themen wie z. B. Konvergenz und Netzwerke der nächsten Generation (NGNs) sowie elektronischen Handel, ohne allerdings im Detail auf sie einzugehen.

### Empfehlungen

#### Forum
Ein wesentlicher Vorschlag war die Schaffung eines Forums, in dem die verschiedenen Interessenvertreter ihre Ansichten über Internet Governance diskutieren könnten. Dieses Forum sollte offen sein für alle Interessenvertreter aus Industriestaaten und Entwicklungsländern und diesen Beteiligungsmöglichkeiten auf gleichberechtigter Basis ermöglichen. Dieser Vorschlag wurde im Wesentlichen durch die Teilnehmer des World Summit on the Information Society (WSIS) in Tunis im November 2005 aufgegriffen, die sich auf die Schaffung eines Internet Governance Forums einigten.

#### Modelle für Internet Governance
Die WGIG hat in ihrem Bericht neben der Definition und der Klärung der Sachfragen auch grundsätzliche Vorschläge unterbreitet, wie Internet Governance in Zukunft aussehen könnte. Als Prinzipien, denen sich jegliche Aufsicht über das Internet beugen sollten, wurden aufgelistet:
- Keine Regierung sollte eine überragende Rolle bei der Internet Governance einnehmen.
- Die Organisationsform sollte multilateral, transparent und demokratisch sein, unter voller Einbeziehung und Beteiligung von Regierungen, dem Privatsektor, der Zivilgesellschaft und internationaler Organisationen, jeweils innerhalb ihrer spezifischen Rollen.

Daraufhin wurden verschiedene Modelle vorgeschlagen, wobei sich hierin zeigt, dass auch nach 18 Monaten intensiver Beratungen kein gemeinsamer Vorschlag für ein einziges Modell erarbeitet werden konnte, auf den sich alle Beteiligten Experten einigen konnten. Nachstehend in Kürze die wesentlichen Aspekte der verschiedenen Modelle:
- Modell 1:

Dieses Modell sieht einen Globalen Internet-Rat (englisch: „Global Internet Council“ (GIC)) vor, bestehend aus Mitgliedern von Regierungen unter angemessener Repräsentierung von jeder Region und unter Einbindung anderer Interessenvertreter. Dieser Rat würde die Funktionen übernehmen, die derzeit durch das Handelsministerium der Regierung der Vereinigten Staaten von Amerika wahrgenommen wird. Er würde auch das Governmental Advisory Committee (GAC) des ICANN ersetzen. Somit hätte das GIC eine Aufsichtsrolle. Die Führung in dem GIC hätten Regierungen, während der Privatsektor und die Zivilgesellschaft eine beratende Rolle hätten.
- Modell 2:

In diesem Modell gäbe es keine Aufsichtsrolle. Die Rolle des GAC in ICANN muss gegebenenfalls angepasst werden, um den Bedürfnissen verschiedener Regierungen gerecht zu werden. Das oben genannte Forum könnte gewisse Koordinierungsfunktionen übernehmen.
- Modell 3:

Folgend dem Prinzip, dass keine Regierung eine herausragende Rolle in Bezug auf die internationale Internet Governance haben sollte, sollte bei Themen, die nationale öffentliche Belange betreffen, ein Internationaler Internet Rat (englisch: „International Internet Council“ (IIC)) die entsprechenden Aufsichtsfunktionen gegenüber ICANN und IANA übernehmen. Dieser Rat sollte auch Funktionen übernehmen, die die Ressourcenverteilung im Internet betreffen, oder solche, die derzeit von keiner anderen internationalen Organisation übernommen werden. Dieser Rat würde das GAC in ICANN überflüssig machen.
- Modell 4:

Dieses Modell vereinigt drei verschiedene Bereiche der Internet Governance, Aufsicht und internationaler Koordination schlägt Organisationsstrukturen vor, die die folgenden Aspekte adressieren sollen:
- Entwicklung von Regelungen, das öffentliche Interesse betreffend, und Entscheidungsfindung in internationalen Internet Angelegenheiten des öffentlichen Interesses, unter Federführung von Regierungen.
- Aufsicht über die Organisation, die auf globaler Ebene für das technische und operationale Funktionieren des Internets verantwortlich ist, unter Federführung des Privatsektors.
- Globale Koordinierung der Entwicklung des Internets durch einen Dialog zwischen Regierungen, dem Privatsektor und der Zivilgesellschaft.

Zu diesen Zwecken würden die folgenden Institutionen geschaffen werden:
- Global Internet Policy Council (GIPC)
- World Internet Corporation for Assigned Names and Numbers (WICANN)
- Global Internet Governance Forum (GIGF)

### Klärung der Rollen der Interessenvertreter
Ferner befasste sich die WGIG damit, die unterschiedlichen Rollen und Verantwortungsbereiche der verschiedenen Interessenvertreter – Staaten, internationale Organisationen, Privatwirtschaft und Zivilgesellschaft – zu definieren.

#### Regierungen
Diese sollen sich vornehmlich mit dem Erstellen von Regelungen im öffentlichen Interesse sowie deren Koordinierung und Implementierung befassen. Dazu gehört auch die Schaffung eines positiven Umfelds für die Entwicklung von Informations- und Kommunikationstechnologien (IKTs), die Übernahme von Aufsichtsfunktionen, das Erlassen von Gesetzen, Bestimmungen und die Annahme von Standards, die Verabschiedung von internationalen Abkommen, die Entwicklung von so genannten „best practices“, die Förderung der Schaffung von Kapazitäten in und durch IKTs und die Förderung von Forschung und Entwicklung von neuen Technologien und Standards. Weitere Aufgaben umfassen den Zugang zu IKT Diensten, die Bekämpfung der Online-Kriminalität, die Förderung der IKT Infrastruktur und die Adressierung von allgemeinen Entwicklungsproblemen. Schließlich zählt die WGIG auch die Unterstützung von Mehrsprachenfähigkeit und kultureller Vielfaltigkeit sowie die Schiedsgerichtsbarkeit und die Lösung von Konflikten zu den Aufgaben des öffentlichen Sektors.

#### Privatwirtschaft
Zu den Rollen und Verantwortungsbereichen des Privatsektors zählen hier insbesondere die Selbstregulierung der Industrie, die Entwicklung der „best practices“, der Entwurf von allgemeinen Vorschlägen, Richtlinien und Werkzeugen für politische Entscheidungsträger und andere Interessenvertreter, Forschung und Entwicklung von Technologien, Standards und Prozessen. Ferner gehört zu den Aufgaben die Unterstützung bei dem Entwurf von nationalen Gesetzen und Teilnahme an nationalen und internationalen Entscheidungsfindungsprozessen, die Förderung der Innovationen und der Schaffung von Kapazitäten sowie die Beilegung von Streitigkeiten.

#### Zivilgesellschaft
Die Zivilgesellschaft kann insbesondere Aufklärungsarbeit leisten sowie zur Schaffung von Kapazitäten beitragen, die Wahrung des öffentlichen Interesses anmahnen, die Bürger in den demokratischen Prozessen mobilisieren und die Perspektiven von Randgruppen, einschließlich marginalisierter Gemeinschaften und so genannte „grass-roots“ Aktivisten einbringen. Die Expertise, Fähigkeiten, Erfahrung und das Wissen in einer Reihe von IKT Politikbereichen soll in den Politikprozess eingebracht werden, um diese Prozesse stärker an den Interessen aller Menschen zu orientieren. Die Zivilgesellschaft kann zudem zu der Entwicklung von neuen Technologien und Standards beitragen, „best practices“ entwickeln und verbreiten, sicherstellen, dass sowohl politische Kräfte als auch die Teilnehmer im Markt den Bedürfnissen aller Mitglieder der Gesellschaft Rechnung tragen. Insgesamt soll also die Zivilgesellschaft soziale Verantwortung und „good governance“ fordern, sich als Anwalt für die Entwicklung von Sozialprojekten und Aktivitäten einsetzen, die zwar wichtig, aber nicht als profitabel oder modern angesehen sind. Dadurch sollen Visionen einer menschenzentrierten Informationsgesellschaft auf der Basis von Menschenrechten, nachhaltiger Entwicklung und sozialer Gerechtigkeit geschaffen werden.

#### Sonstige Interessengruppen
Zuletzt hat die WGIG auch anerkannt, dass die akademische Gemeinschaft sehr viel zur Entwicklung des Internets beigetragen hat und eine Quelle der Inspiration, Innovation und Kreativität darstellt. In gleicher Weise ist die technische Gemeinschaft und ihre Organisationen in tiefer Weise mit dem Betrieb des Internets, mit dem Setzen von Standards und der Entwicklung von Diensten im Internet befasst. Beide Gruppen tragen somit nachhaltig und wertvoll zur Stabilität und Sicherheit, zum Funktionieren und zur Entwicklung des Internets bei.

## Ergebnisse
Die Empfehlungen der WGIG wurden in der Vorbereitungsphase zu der zweiten Phase des WSIS in verschiedenen PrepComs zum Teil heiß und kontrovers diskutiert (siehe auch Internet Governance). Als vorläufiges Resultat bleibt jedoch festzuhalten, dass es für keines der vorgeschlagenen Modelle einen Konsensus gab, so dass lediglich das Internet Governance Forum als eine der Empfehlungen umgesetzt werden wird. Dieses wird zwar keine Fortsetzung der WGIG sein, die ja als kleine Expertengruppe mit einem bestimmten Mandat und einem bestimmten Termin für die Abgabe des Berichts beauftragt war, aber die Arbeit der WGIG wird sicher – in dem größeren Rahmen des Internet Governance Forums – fortgeführt werden.

## Mitglieder der WGIG
- Nitin Desai (Chairman)

Special Adviser to the Secretary-General for the World Summit on the Information Society (Delhi/Mumbai)
- Abdullah Al-Darrab

Deputy Governor of Technical Affairs, Communications and Information Technology Commission of Saudi Arabia (Riad)
- Carlos A. Afonso

Director of Planning, Information Network for the Third Sector; Member, Brazil’s Internet Steering Committee; Member, Non-Commercial Users Constituency (Rio de Janeiro)
- Peng Hwa Ang

Dekan, School of Communication and Information, Nanyang Technological University (Singapur)
- Karen Banks

Networking and Advocacy Coordinator, Association for Progressive Communications; Director, GreenNet (London)
- Faryel Beji

President and CEO, Tunisian Internet Agency (Tunis)
- Vittorio Bertola

Chairman, ICANN At Large Advisory Committee; President and  CTO, Dynamic Fun (Turin)
- José Alexandre Bicalho

Member, Brazilian Internet Steering Committee; Adviser to the Board of Directors of the National Telecommunications Agency (Brasilia)
- Kangsik Cheon

Chief Operating Officer, International Business Development, Netpia (Seoul)
- Trevor Clarke

Permanent Representative of Barbados to the United Nations Office at Geneva (Geneva)
- Avri Doria

Research Consultant (Providence, Rhode Island)
- William Drake

President, Computer Professionals for Social Responsibility; Senior Associate, International Centre for Trade and Sustainable Development (Geneva)
- Raúl Echeberría

Executive Director/CEO, Latin American and Caribbean Internet Addresses Registry (Montevideo)
- Dev Erriah

Chairman, ICT Authority of Mauritius (Port Louis)
- Baher Esmat

Telecom Planning Manager, Ministry of Communications and Information Technology of Egypt (Kairo)
- Juan Fernandez

Coordinator of the Commission of Electronic Commerce of Cuba (Havana)
- Ayesha Hassan

Senior Policy Manager for Electronic Business, IT and Telecommunications, International Chamber of Commerce (Paris)
- David Hendon

Director of Business Relations, United Kingdom, Department of Trade and Industry (London)
- Hu Qiheng

Adviser to the Science and Technology Commission of the Ministry of Information Industry of China; Former Vice-President of the Chinese Academy of Sciences (Peking)
- Willy Jensen

Director General, Norwegian Post and Telecom Authority (Oslo)
- Wolfgang Kleinwächter

Professor, International Communication Policy and Regulation, University of Aarhus (Aarhus)
- Jovan Kurbalija

Director, DiploFoundation, Geneva/La Valletta (Genf)
- Iosif Charles Legrand

Senior Scientist, California Institute of Technology (Pasadena, Kalifornien)
- Donald MacLean

Director, MacLean Consulting (Ottawa)
- Allen Miller

Executive Director, World Information Technology and Services Alliance (Arlington, Virginia)
- Jacqueline A. Morris

Consultant (Port of Spain)
- Olivier Nana Nzépa

Coordinator, Africa Civil Society (Yaoundé)
- Alejandro Pisanty

Director of Computing Academic Services, Universidad Nacional Autonoma de Mexico; Vice-Chairman of the Board of ICANN (Mexiko-Stadt)
- Khalilullah Qazi

Counsellor, Permanent Mission of Pakistan to the United Nations Office at Geneva (Genf)
- Rajashekar Ramaraj

Managing Director, Sify Limited (Chennai (früher Madras))
- Masaaki Sakamaki

Director, Computer Communications Division, Ministry of Internal Affairs and Communications (Tokio)
- Joseph Sarr

President, NTIC Commission, Dakar Regional Council (Dakar)
- Peiman Seadat

Counsellor, Permanent Mission of the Islamic Republic of Iran to the United Nations Office at Geneva (Genf)
- Charles Sha’ban

Executive Director, Abu-Ghazaleh Intellectual Property (Amman)
- Lyndall Shope-Mafole

Chairperson, Presidential National Commission on Information Society and Development of South Africa (Pretoria)
- Waudo Siganga

Chairman, Computer Society of Kenya (Nairobi)
- Juan Carlos Solines Moreno

Executive Director, Gobierno Digital (Quito)
- Mikhail Yakushev

Director of legal support department, Ministry of Information Technology and Communications of the Russian Federation (Moskau)
- Peter Zangl

Deputy Director-General, Directorate General Information Society and Media, European Commission (Brüssel)
- Jean-Paul Zens

First Counsellor, Director of the Media and Telecom Department, Ministry of State of Luxembourg (Luxemburg)

## Sekretariat
- Markus Kummer, Executive Coordinator
- Frank March, Senior Programme Adviser
- Tarek Cheniti, Consultant
- Hind Eltayeb, Administrative Assistant
- Robert Shaw, part-time, seconded by ITU
- Howard Williams, part-time, seconded by the Universität Strathclyde
- David Satola, World Bank (part-time in his personal capacity)
- Chengetai Masango, Intern (April–July 2005)
- Chango Mawaki, Fellow, in association with DiploFoundation (June 2005)
- Seiiti Arata, Fellow, in association with DiploFoundation (June 2005)
- Dhrupad Mathur, Fellow, in association with DiploFoundation (June 2005)